# Rari Nantes Sori 2015-2016

## Rosa
| N° |                    | Ruolo | Giocatore         |
| -- | ------------------ | ----- | ----------------- |
|    | Italia (bandiera)  | P     | Francesco Ferrari |
|    | Italia (bandiera)  | P     | Francesco Massaro |
|    | Serbia (bandiera)  | D     | Petar Ivosević    |
|    | Brasile (bandiera) | D     | Paulo Salemi      |
|    | Italia (bandiera)  | D     | Domenico Digiesi  |
|    | Italia (bandiera)  | D     | Francesco Ferrero |
|    | Italia (bandiera)  | CV    | Marco Mugnaini    |

| N° |                    | Ruolo | Giocatore         |
| -- | ------------------ | ----- | ----------------- |
|    | Italia (bandiera)  | A     | Cristian Gandini  |
|    | Italia (bandiera)  | A     | Edoardo Manzi     |
|    | Italia (bandiera)  | A     | Alessio Privitera |
|    | Italia (bandiera)  | A     | Davide Steardo    |
|    | Italia (bandiera)  | A     | Luca Bianchetti   |
|    | Croazia (bandiera) | CB    | Hrvoje Brlečić    |
|    | Italia (bandiera)  | CB    | Alessio Cambiaso  |

| Allenatore: | Angelo Temellini |

## Mercato
| Acquisti | Acquisti          | Acquisti         | Acquisti |
| R.       | Nome              | da               |          |
| -------- | ----------------- | ---------------- | -------- |
| P        | Francesco Massaro | Pro Recco        |          |
| D        | Paulo Salemi      | Istanbul         |          |
| D        | Petar Ivosević    | Stella Rossa     |          |
| A        | Alessio Privitera | Catania          |          |
| A        | Davide Steardo    | Sport Management |          |
| CB       | Hrvoje Brlečić    | Jadran Spalato   |          |

| Cessioni | Cessioni       | Cessioni      | Cessioni |
| R.       | Nome           | a             |          |
| -------- | -------------- | ------------- | -------- |
| CV       | Niccolò Rocchi | Trieste       |          |
| A        | Filip Vuleta   | fine rapporto |          |

## Risultati

### Serie A1

#### Girone di andata
| Arbitri: | Francesco Romolini Massimo Savarese |

|                      |           | |
| Manzi: 2 Mugnaini: 1 | Marcatori | 4: Aicardi, F. Di Fulvio, Sukno 3: Giorgetti 2: A. Ivović 1: Bodegas, Figari, Figlioli, Fondelli, Mandić |

| Arbitri: | Bruno Navarra Attilio Paoletti |

|                                                                                                   |           |                                                            |
| Molina: 3 N. Presciutti, Ubović, Napolitano: 2 C. Presciutti, Ranđelović, Rizzo, Nora, Bertoli: 1 | Marcatori | 5: Manzi 1: Gandini, Mugnaini, Privitera, Steardo, Brlečić |

| Arbitri: | Stefano Alfi Fabio Collantoni |

|                                      |           |                                                  |
| Cannella: 7 Di Rocco: 2 Maddaluno: 1 | Marcatori | 3: Manzi 2: Gandini 1: Brlečić, Cambiaso, Salemi |

| Arbitri: | Fabio Brasiliano Massimiliano Caputi |

|                                        |           |                                                               |
| Gandini, Brlečić: 2 Cambiaso, Manzi: 1 | Marcatori | 2: Di Somma, Gambacorta 1: Gavazzi, Guidaldi, Alonso Gonzalez |

| Arbitri: | Giovanni Lo Dico Fabio Ricciotti |

|                                                                                    |           |                                       |
| Bušlje: 4 Klikovac: 3 Foglio, Renzuto Iodice, Gallo, Dolce: 2 Briganti, Saccoia: 1 | Marcatori | 2: Gandini, Mugnaini, Manzi, Ivosević |

| Arbitri: | Leonardo Ceccarelli Francesco Romolini |

|                                        |           |                                                                       |
| Mugnaini: 2 Salemi, Cambiaso, Manzi: 1 | Marcatori | 3: Petković 2: Brambilla, Di Somma, Jelača 1: Mirarchi, Bini, Deserti |

| Arbitri: | Stefano Scappini Cristina Taccini |

|                                                           |           |                      |
| Di Costanzo: 3 Velotto: 2 Buonocore, Maccioni, Baraldi: 1 | Marcatori | 2: Mugnaini 1: Manzi |

| Arbitri: | Massimo Calabrò Filippo Gomez |

|                                        |           |                                                                                |
| Brlečić: 2 Steardo, Manzi, Ivosević: 1 | Marcatori | 2: Camilleri 1: Puglisi, Di Luciano, Lisi, Ivović, Rotondo, Casasola, Tringali |

| Arbitri: | Arnaldo Petronilli Alessandro Severo |

|                                         |           |                                                   |
| Panerai, G. Oneto: 2 Vasić, Astarita: 1 | Marcatori | 2: Privitera, Brlečić 1: Steardo, Manzi, Ivosević |

| Arbitri: | Attilio Paoletti Stefano Pinato |

|                                                            |           |                                          |
| Steardo, Manzi: 2 Mugnaini, Cambiaso, Brlečić, Ivosević: 1 | Marcatori | 3: Colombo, Sadovyy 2: Milaković, Bianco |

| Arbitri: | Fabio Collantoni Cristina Taccini |

|                                                                     |           |                                                            |
| Calcaterra, Mandolini: 3 Pappacena: 2 Carchiolo, Bezić, B. Oneto: 1 | Marcatori | 2: Gandini, Mugnaini 1: Cambiaso, Manzi, Brlečić, Ivosević |

| Arbitri: | Raffaele Colombo Marco Ercoli |

|                                           |           |                              |
| Mugnaini: 2 Ferrero, Brlečić, Ivosević: 1 | Marcatori | 2: Petronio, Elez, Guimarães |

| Arbitri: | Gianluca Centineo Fabio Ricciotti |

|                                                                    |           |                                  |
| Gitto, Luongo: 3 Valentino:2 Korolija, Lanzoni, Marziali, Tozzi: 1 | Marcatori | 3: Mugnaini 2: Steardo 1: Salemi |

#### Girone di ritorno
| Arbitri: | Stefano Riccitelli Francesco Romolini |

|                                                                                         |           |                                |
| Giacoppo: 3 Di Fulvio, Mandić: 2 Figlioli, Giorgetti, Sukno, Aicardi, Bodegas, Gitto: 1 | Marcatori | 1: Privitera, Steardo, Brlečić |

| Arbitri: | Alessio Magnesia Alessandro Severo |

|                      |           |                                              |
| Brlečić: 2 Gualdi: 1 | Marcatori | 5: Rizzo 1: Presciutti, Molina, Nora, Ubović |

| Arbitri: | Giovanni Lo Dico Antonio Pascucci |

|                                                    |           |                                                       |
| Gandini, Mugnaini, Privitera, Steardo, Ivosević: 1 | Marcatori | 2: Leporale, Lapenna 1: Colosimo, Di Rocco, Maddaluno |

| Arbitri: | Filippo Gomez Marco Piano |

|                                                         |           |                                         |
| Di Somma: 4 De Trane, Gambacorta: 2 Guidaldi, Ravina: 1 | Marcatori | 1: Gandini, Mugnaini, Cambiaso, Brlečić |

| Arbitri: | Bruno Navarra Attilio Paoletti |

|                                 |           |                                                                    |
| Gandini, Steardo: 2 Mugnaini: 1 | Marcatori | 4: Gallo 2: Marinić Kragić, Klikovac 1: Cuccovillo, Renzuto Iodice |

| Arbitri: | Francesco Romolini Cristina Taccini |

|                                                                                      |           |            |
| Mirarchi, Razzi: 4 Brambilla: 3 Petković, Di Somma, Busilacchi: 2 Coppoli, Jelača: 1 | Marcatori | 1: Steardo |

| Arbitri: | Fabio Collantoni Marco Ercoli |

|                                            |           |                                                                      |
| Steardo: 5 Mugnaini: 2 Gandini, Brlečić: 1 | Marcatori | 5: Brguljan 2: Campopiano 1: Di Costanzo, Maccioni, Velotto, Baraldi |

| Arbitri: | Mario Bianchi Stefano Riccitelli |

|                                               |           |                                          |
| Rotondo, Casasola: 2 Di Luciano, Danilović: 1 | Marcatori | 3: Manzi 2: Mugnaini, Steardo 1: Gandini |

| Sori 20 aprile 2016, ore 16:00 CEST 22ª giornata | Sori                                 | 0 – 5 | Florentia | Piscina Comunale (300 spett.)\| Arbitri: \| Massimiliano Caputi Raffaele Colombo \| |
| Arbitri:                                         | Massimiliano Caputi Raffaele Colombo |       |           |                                                                                     |

| Arbitri: | Antonio Pascucci Stefano Pinato |

|                                                                  |           |                                                           |
| Sadovyy: 5 Colombo, Milaković: 2 Pesenti, Bianco, Mistrangelo: 1 | Marcatori | 2: Mugnaini 1: Gandini, Steardo, Manzi, Brlečić, Ivosević |

| Arbitri: | Stefano Alfi Massimo Calabrò |

|                                                           |           | |
| Gandini, Manzi: 2 Mugnaini, Steardo, Brlečić, Ivosević: 1 | Marcatori | 3: Pappacena 2: Bezić, Spinelli 1: Carchiolo, Murro, Innocenzi, Vitola, Calcaterra, Mandolini, Del Basso |

| Arbitri: | Arnaldo Petronilli Alessandro Severo |

|                                                                                        |           |                                       |
| Popović, Elez, Mezzarobba: 2 Petronio, Ferreccio, Giorgi, Rocchi, Berlanga, Spadoni: 1 | Marcatori | 2: Manzi 1: Ferrero, Gandini, Viacava |

| Arbitri: | Fabio Collantoni Bruno Navarra |

|                              |           |                                                                                               |
| Percoco: 2 Viacava, Penco: 1 | Marcatori | 4: S. Luongo, M. Luongo 3: Valentino 2: Pérez, Korolija, Marziali 1: Scotti Galletta, Lanzoni |

## Statistiche

### Statistiche di squadra
- Statistiche aggiornate al 21 maggio 2016.

| Competizione | Punti | In casa | In casa | In casa | In casa | In casa | In casa | In trasferta | In trasferta | In trasferta | In trasferta | In trasferta | In trasferta | Neutro | Neutro | Neutro | Neutro | Neutro | Neutro | Totale | Totale | Totale | Totale | Totale | Totale | DR   |
| Competizione | Punti | G       | V       | N       | P       | Gf      | Gs      | G            | V            | N            | P            | Gf           | Gs           | G      | V      | N      | P      | Gf     | Gs     | G      | V      | N      | P      | Gf     | Gs     | DR   |
| ------------ | ----- | ------- | ------- | ------- | ------- | ------- | ------- | ------------ | ------------ | ------------ | ------------ | ------------ | ------------ | ------ | ------ | ------ | ------ | ------ | ------ | ------ | ------ | ------ | ------ | ------ | ------ | ---- |
| Serie A1     | 6     | 11      | 0       | 0       | 11      | 54      | 108     | 13           | 2            | 0            | 11           | 78           | 150          | 2      | 0      | 0      | 2      | 12     | 33     | 26     | 2      | 0      | 24     | 144    | 291    | -147 |
| Totale       | -     | 11      | 0       | 0       | 11      | 54      | 108     | 13           | 2            | 0            | 11           | 78           | 150          | 2      | 0      | 0      | 2      | 12     | 33     | 26     | 2      | 0      | 24     | 144    | 291    | -147 |

### Classifica marcatori
| Tot. | Giocatore          | A1 |
| ---- | ------------------ | -- |
| 28   | Edoardo Manzi      | 28 |
| 26   | Marco Mugnaini     | 26 |
| 21   | Davide Steardo     | 21 |
| 19   | Hrvoje Brlečić     | 19 |
| 19   | Cristian Gandini   | 19 |
| 10   | Petar Ivosević     | 10 |
| 6    | Alessio Cambiaso   | 6  |
| 5    | Alessio Privitera  | 5  |
| 3    | Paulo Salemi       | 3  |
| 2    | Francesco Ferrero  | 2  |
| 2    | Alessandro Viacava | 2  |
| 2    | Ermanno Percoco    | 2  |
| 1    | Fabio Gualdi       | 1  |
| 1    | Giacomo Penco      | 1  |